# Guaiacanae

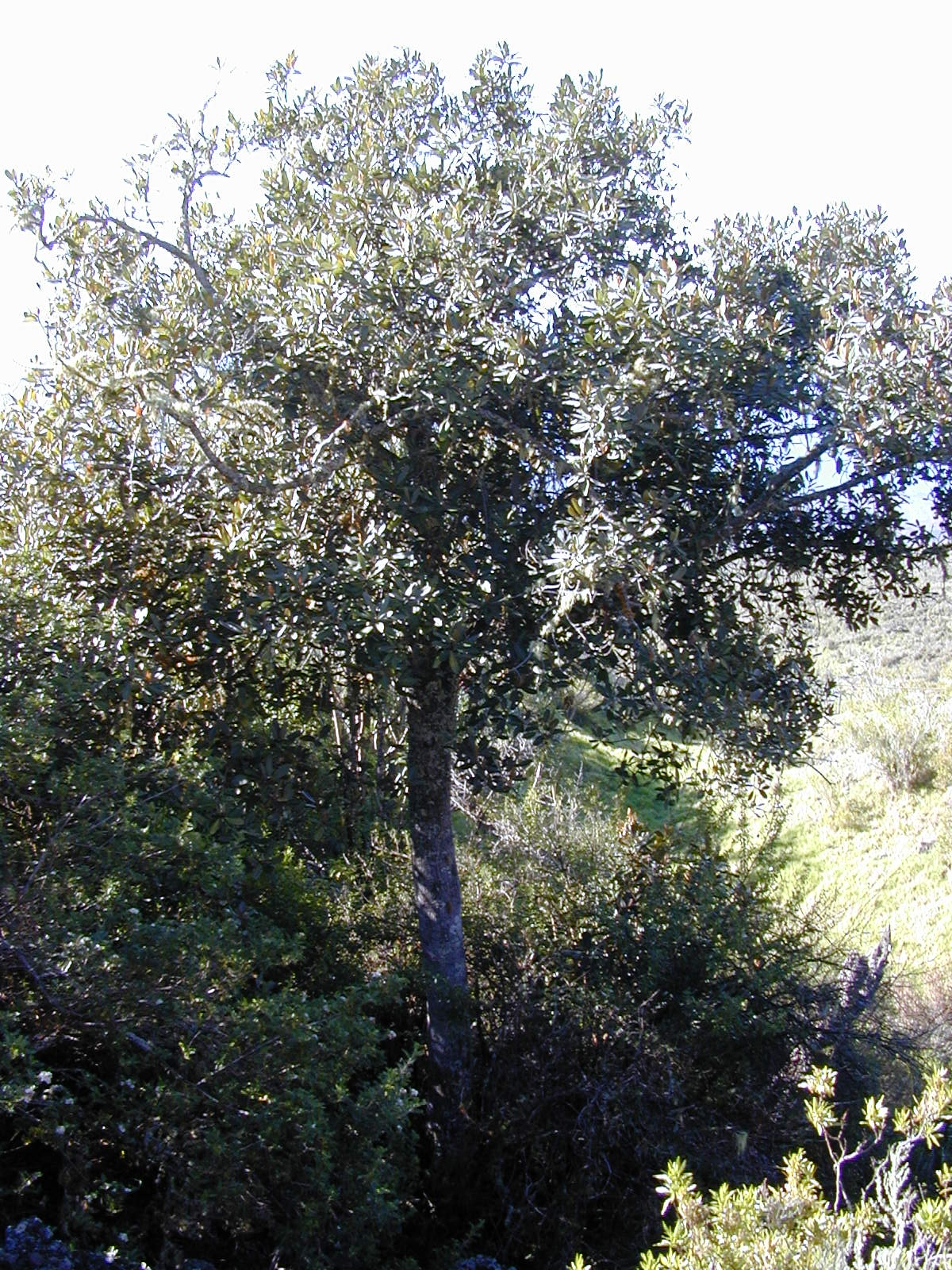
Pouteria

Guaiacanae, na classificação taxonômica de Jussieu (1789), é uma ordem botânica da classe Dicotyledones, Monoclinae (flores hermafroditas ), Monopetalae (uma pétala), com  corola perigínica (quando a corola se insere à volta do nível do ovário).
Apresenta os seguintes gêneros:
- Diospyros, Royena, Pouteria, Styrax, Halesia, Alstonia, Symplocos, Ciponima, Paralea, Hopea.